# Haruna Niyonzima
Haruna Fadhili Niyonzima (ur. 5 lutego 1990 w Gisenyi) – rwandyjski piłkarz grający na pozycji środkowego pomocnika. Od 2023 jest zawodnikiem klubu Al Ta’awon SC.

## Kariera klubowa
Swoją karierę piłkarską Niyonzima rozpoczął w klubie Etincelles FC. W sezonie 2005 zadebiutował w jego barwach w pierwszej lidze rwandyjskiej. W latach 2006–2007 był piłkarzem Rayon Sports FC, z którym w sezonie 2006/2007 wywalczył wicemistrzostwo Rwandy. W latach 2007–2011 występował w APR FC. Trzykrotnie został z nim mistrzem kraju w sezonach 2008/2009, 2009/2010 i 2010/2011 oraz wicemistrzem w sezonie 2007/2008. Zdobył też trzy Puchary Rwandy w latach 2008, 2010 i 2011.
W 2011 roku Nyionzima został zawodnikiem tanzańskiego klubu Young Africans SC. Występował w nim do 2017 roku i czterokrotnie wywalczył mistrzostwo Tanzanii w sezonach 2012/2013, 2014/2015, 2015/2016 i 2016/2017, a także wicemistrzostwo w sezonie 2013/2014 i Puchar Tanzanii w 2016. W latach 2017–2019 grał w innym tanzańskim klubie, Simba SC i dwukrotnie został z nim mistrzem kraju w sezonach 2017/2018 i 2018/2019. Latem 2019 przeszedł do AS Kigali FC, a zimą 2020 wrócił do Young Africans. W sezonach 2019/2020 i 2020/2021 został z nim wicemistrzem Tanzanii.
W 2021 roku Nyionzima wrócił do AS Kigali FC. W sezonie 2021/2022 zdobył z nim Puchar Rwandy. Na początku 2023 roku przeszedł do libijskiego Al Ta’awon SC.

## Kariera reprezentacyjna
W reprezentacji Rwandy Niyonzima zadebiutował 17 listopada 2006 w wygranym 3:0 meczu CECAFA Cup 2006 z Somalią, rozegranym w Addis Abebie.